# Зебоден-ам-Милльштеттер-Зе
Зебоден-ам-Милльштеттер-Зе (нем. Seeboden am Millstätter See, словен. Jezernica) — ярмарочная община (Marktgemeinde) в Австрии, в федеральной земле Каринтия.
Официальное название до 01.12.2011 г. — Зебоден.
Входит в состав округа Шпитталь-ан-дер-Драу. Население составляет 6121 человек (на 31 декабря 2005 года). Занимает площадь 44,41 км². Официальный код — 2 06 34.

## Политическая ситуация
Бургомистр общины — Эгон Эдер (АБА) по результатам выборов 2003 года.
Совет представителей общины (нем. Gemeinderat) состоит из 27 мест.
Распределение мест:
- АБА занимает 13 мест;
- АНП занимает 8 мест;
- СДПА занимает 6 мест.

## Внешние ссылки
- Официальная страница (нем.)